# Ernst von Troschke (Landrat)
Ernst Freiherr von Troschke (* 6. April 1859 in Fürstenflagge, Kreis Naugard; † 21. März 1922 in Stettin; vollständiger Name: Ernst Friedrich Carl Theodor von Troschke) war ein preußischer Verwaltungsjurist und Landrat.

## Leben
Ernst von Troschke war ein Angehöriger der uradligen Familie von Troschke. Er war der Sohn des Gutsbesitzers Emil Eduard Oskar Ludwig von Troschke (1818–1900) und der Julia Friederike von Plötz. Er wurde zunächst Regierungsassessor und amtierte von 1894 bis 1907 als Landrat im Kreis Anklam der Provinz Pommern. Von 1908 bis ungefähr 1918 wirkte er als Oberregierungsrat in Stettin.
Freiherr von Troschke war seit 1900 durch Erbe Besitzer des Rittergutes Fürstenflagge.
Ernst Freiherr von Troschke war verheiratet mit Else von Bonin (* 1874 in Berlin; † 1952 in Ihlienworth). Die beiden hatten drei Töchter und einen Sohn. Ihre Tochter Ilse von Troschke wurde Präsidentin des Verbandes der Schwesternschaften vom Deutschen Roten Kreuz.